# 오이식스 니가타 알비렉스 베이스볼 클럽
오이식스 니가타 알비렉스 베이스볼 클럽(일본어: オイシックス新潟アルビレックス・ベースボール・クラブ)는 2006년 창단한 일본 베이스볼 챌린지 리그의 팀이다. 니가타현을 연고로 하고 있으며 홈구장은 니가타 현립 야구장인데 2024년부터 이스턴 리그에 참가한다.
1. ↑  민창기 (2024년 2월 4일). “요미우리→호주 미국 독립리그→일본 2군, 대만 대표 출신 양다이강 다시 일본행, 37세 마지막 기회”. 스포츠조선. 2024년 2월 8일에 확인함.